# Martxelo Rubio
Martxelo Rubio Urkia (Sant Sebastià, Guipúscoa, 5 de març de 1966) és un actor espanyol fonamentalment conegut per la seva participació en la sèrie televisiva Goenkale, que s'ha emès en basc, durant diversos lustres, en la cadena basca ETB1. L'any 1986 va protagonitzar la pel·lícula 27 horas, al costat de Maribel Verdú, i en la qual també treballava Antonio Banderas.
A més de Goenkale i altres sèries en basc també ha participat en importants conegudes telesèries espanyoles com El comisario o Periodistas.

## Biografia
La introducció de Martxelo en el món de la interpretació va venir en 1985 de la mà de Javier Aguirresarobe i per pura casualitat, ja que aquest li va aconsellar que es presentés al procés de selecció de la pel·lícula 27 horas, durant el qual va aconseguir el seu paper protagonista. Després d'això es va mudar a Madrid i va realitzar estudis d'Interpretació amb Cristina Rota. En 2014, durant el Festival Internacional de Cinema de Sant Sebastià, Ulialde elkartea li va atorgar el Premi Ramón Labayen de Cinema, per la seva carrera cinematogràfica.

## Treballs

### Televisió (selecció)
- 2021. Cuéntame cómo pasó
- 2020. Alardea minisèrie de 5 capítols,
- 2017. Allí abajo
- 2010. Adolfo Suárez, el presidente
- 2008. Futuro: 48 horas
- 2005. Mi querido Klikowsky
- 2001. Paraíso
- 2000. El comisario[4]
- 2000-2002. Hasiberriak
- 2000. Raquel busca su sitio
- 1999. Ertzainak
- 1999. El Señorío de Larrea
- 1999. Periodistas
- 1998. La vuelta de El Coyote
- 1997 Jaun ta Jabe
- 1996. La otra familia
- 2008-2015. Goenkale, interpretant el paper de Kandido[5]
- 1994-1996. Goenkale, interpretant el paper de John Kepa
- 1993. Duplex
- 1993. Un día volvere
- 1991. Taller mecánico[6]
- 1991. Bi eta bat
- 1990. Muerte a destiempo
- 1989. Primera función

### Cinema
- 2023. 20.000 espècies d'abelles , d'Estibaliz Urresola Solaguren
- 2021. Maixabel , de Icíar Bollaín
- 2017. Operación Concha , d'Antonio Cuadri
- 2017. Versus, Curtmetratge
- 2016. Funeral, Curtmetratge
- 2016. Hileta
- 2016. Cirilo Curtmetratge
- 2015. Lejos del mar , d'Imanol Uribe
- 2014. Pan-demia, Curtmetratge
- 2011. 23-F: la película , de Chema de la Peña
- 2011. La Casa del lago
- 2009. Zorion perfektua
- 2008. Open Graves (2008)
- 2007. Road Spain'’
- 2008. ASD. Alma sin dueño
- 2006. El síndrome de Svensson, de Kepa Sojo
- 2004. Portal mortal[7] Curtmetratge
- 2003. Eres mi héroe, d'Antonio Cuadri
- 2002. No dejaré que no me quieras
- 2000. Yoyes, dirigida por Helena Taberna
- 1999. Ione, igo zerura
- 1999. Sí, quiero...
- 1998. Agujetas en el alma[8][9]
- 1998. El llanto de la fiera, Curtmetratge
- 1996. Alma gitana
- 1996. 'La fabulosa historia de Diego Marín
- 1992. La hiedra
- 1992. Huntza
- 1991. Punto muerto
- 1990. El anónimo... ¡vaya papelón!
- 1986. 27 horas

### Teatre (selecció)
- 2014. La Calma mágica, comèdia dirigida poer Alfredo Sanzol.[10]
- 2016-2017. "Desoxirribonucleico", comèdia musical dirigida per Galder Pérez i Eloi Beato.[11]
- 2018-2019. "El Silencio de Elvis", obra de teatre escrita i dirigida por Sandra Ferrús[12][13]
- 2021-Present. "La Panadera", escrita i dirigida por Sandra Ferrús.[14][15]

## Premis
XXXVIII Premis Goya
| Any  | Categoria              | Pel·lícula                | Resultat |
| ---- | ---------------------- | ------------------------- | -------- |
| 2024 | millor actor secundari | 20.000 espècies d'abelles | Pendent  |